# Cleator Moor
Cleator Moor es una localidad y una parroquia civil del Reino Unido situada en la región Noroeste de Inglaterra, perteneciente al distrito no metropolitano de Copeland, en el condado de Cumbria. De acuerdo a datos de 2011 de la Oficina Nacional de Estadística británica, tiene una población de 6939 habitantes.

## Historia
El desarrollo de la localidad se produjo a partir de la minería de carbón, menas de hierro y de las canteras de caliza.